# Julia Wesser
Julia Wesser (* 4. Juni 2003) ist eine ehemalige deutsche Volleyballspielerin. Die Außenangreiferin war in ihrer Karriere für den VC Olympia Dresden und dem Dresdner SC aktiv.

## Karriere

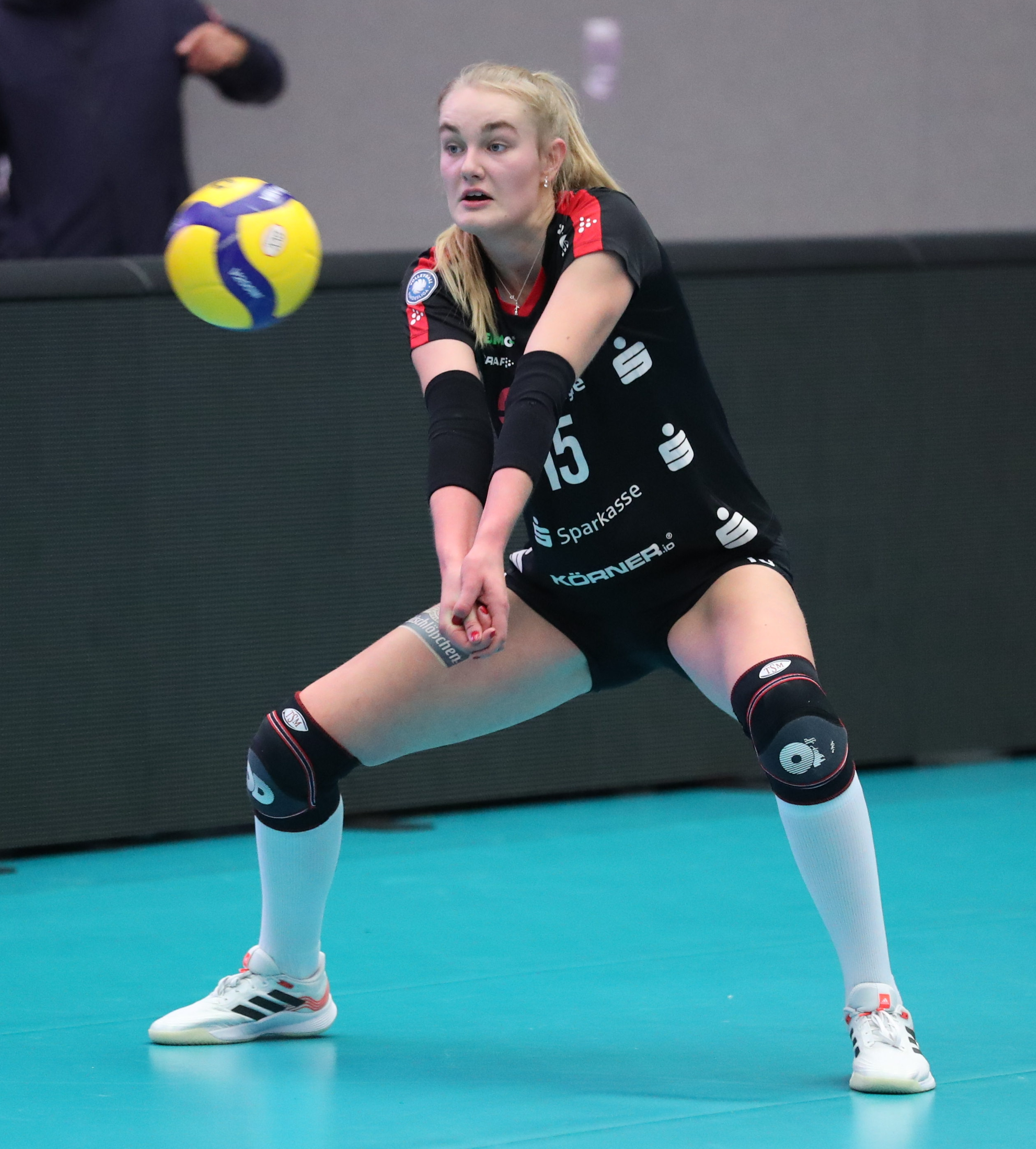
Julia Wesser im Trikot des Dresdner SC (2021)

### Verein
Wesser spielte seit September 2017 für den VC Olympia Dresden, wo sie für die Zweitligavertretung zum Einsatz kam. Mittels eines Doppelspielrechts war sie ab Oktober 2019 auch für den Dresdner SC in der Volleyball-Bundesliga spielberechtigt und absolvierte unter Trainer Alexander Waibl einige Kurzeinsätze, ehe sie im November 2021 gegen den Allianz MTV Stuttgart ihr Debüt in der Dresdner Starting Six gab. Zur Saison 2022/23 wurde Wesser Teil des Bundesligakaders der Elbestädter. Nach der Saison gab sie das Ende ihrer Profikarriere bekannt.

### Nationalmannschaft
Im August 2020 nahm Wesser an einer Sichtung für das deutsche U19-Nachwuchsnationalteam teil, welche als Vorbereitung für die Auswahl des Kaders der anstehenden Nachwuchseuropameisterschaften dienen sollte. Zu einer Nominierung und Teilnahme an der U19-Europameisterschaft kam es jedoch nicht, da der Deutsche Volleyball-Verband sich aufgrund von Sicherheitsbedenken in Folge der COVID-19-Pandemie gegen eine Teilnahme an den Kontinentalmeisterschaften entschieden hatte.
Seit 2021 gehörte sie dem Kader der deutschen Volleyballnationalmannschaft der Frauen an und war damit Teil des Perspektivkaders des Deutschen Olympischen Sportbundes.